# Elektrophysikalische Mauertrockenlegung
Elektrophysikalische Mauertrockenlegung wird ein Verfahren zur Mauertrockenlegung durch Einfluss von Elektrizität genannt. Die Wirksamkeit im praktischen Einsatz ist umstritten und steht teilweise im Widerspruch zu physikalischen Gesetzen.

## Verfahren
Die elektrophysikalischen Mauerentfeuchtungsverfahren stellen den Anspruch, die Feuchtebewegung in der Richtung umzukehren. Aktive Verfahren verhindern, dass Wasser oder Feuchte „aktiv“ in die Mauer eindringt, passive Verfahren werden angewandt, wenn das Wasser schon eingedrungen ist. Unterschieden werden dabei:
- Verfahren aufgrund von aktiver Elektroosmose (durch Aufbau elektrischer Felder über Fremdspannung)
- Verfahren aufgrund von passiver Elektroosmose
  - Erdungsverfahren (Ausgleich der Potentialdifferenzen durch Einbringen von elektrischen Leitern, Sonden oder Netzen)[3]
  - Ladungskompensationsverfahren, auch Dipolverfahren genannt: „Ausschaltung“ des mauereigenen elektrischen Feldes durch den Einbau von Dipolen
  - galvanische Verfahren: Erzeugung eines galvanischen Elements im Mauerwerk und damit verbunden eines elektrischen Potentials[4]
- elektromagnetische Verfahren:
  - aktive funktechnische Verfahren: Angebliche Anregung der Bewegung der Wassermoleküle in feinen Baustoffkapillaren, dadurch soll es zu Ladungstrennungen zwischen der Kapillargrenzschicht und den Wassermolekülen, die meistens an eine Hydrathülle (Salzionen) gebunden sind, kommen[5] oder mithilfe einer Umpolung der Dipole der Wassermoleküle.
  - passive funktechnische Verfahren.

Aktive elektrophysikalische Verfahren gelten als beschränkt tauglich, passive Elektroosmose und elektromagnetische Verfahren gelten in der Fachwelt als umstritten, ihre Wirkung wird allgemein angezweifelt, sie werden vielfach als „Zauberkästchen“ bezeichnet.

### Elektroosmotische Verfahren
Die Verfahren beruhen auf dem elektroosmotischen Fluss, wobei eine durch Ladungen induzierte Bewegung von Flüssigkeiten entlang einer Phasengrenze in einem elektrischen Feld entsteht. Zudem wird durch Anlegen einer minimalen elektrischen Kleinspannung eine Potentialumkehr des Plus- und Minuspols herbeigeführt, wodurch die Bewegungsrichtung der Wassermoleküle in den Mauerwerkskapillaren umgedreht werden soll, d. h., die Feuchtigkeit soll nicht mehr nach oben steigen, sondern zurück in den Boden gedrückt werden.

### Elektromagnetische und magnetische Verfahren
Mit diesen umstrittenen Verfahren wird versucht, geeignete elektrische Felder durch Einsatz elektromagnetischer Einwirkungen zu erzeugen um damit und/oder mit Magnetfeldern zusätzlich Eigenschaften des Wassers oder die Elektroosmose zu beeinflussen, wie beispielsweise:
- die Oberflächenspannung (siehe dazu auch Elektrobenetzung),
- die Ausrichtung der Dipole des Wassers (siehe dazu Polarisation (Elektrizität) und Orientierungspolarisation, Erklärungsmodelle zur Ausrichtung siehe hier)
- das Verdunstungsverhalten
- die Dichte
- Kernspinänderungen von Atomkernen nach dem Prinzip der Kernspinresonanz (ob dazu auch schwache elektromagnetische oder magnetische Felder ausreichen, ist nicht hinreichend geklärt).

Ein „Magnetokinese“ genanntes Wirkprinzip soll Magnetfelder des Erdmagnetfelds, gelegentlich auch „Erdkraftfeld“ genannt,  „aufnehmen“, mit geänderter Frequenz oder Polarisation wieder abstrahlen und dadurch einen „Ionenfluss des Wassers“ ändern. Dem zugrunde liegende wissenschaftliche Wirkmechanismen sind nicht bekannt.
Neben den elektrophysikalischen Verfahren werden auch ähnliche Geräte angeboten, die für Feuchteschäden verantwortlich gemachte Erdstrahlen „neutralisieren“ oder „abzulenken“. Weder für die Existenz der Strahlung selbst noch für ihre Auswirkungen existieren wissenschaftlich anerkannte Belege.
Falsch wäre dabei eine Annahme, dass ein Verfahren deswegen funktioniert, weil es patentiert wurde oder der Erfinder eine Auszeichnung erhielt. Mit einer Patenterteilung wird nicht bewertet, ob ein Verfahren auch zum Erfolg führt, sondern nur, dass es sich um etwas Neues (noch nicht auf dem Markt Vorhandenes) handelt.

## Kritik
- Die elektroosmotische Permeabilität von Kalkmörteln besitze im Gegensatz zu Ziegelbaustoffen ein negatives Vorzeichen, was bedeute, dass der  Flüssigkeitsstrom dort in entgegengesetzte Richtung verlaufe.[10]
- Eingemauerte Elektroden korrodieren unter Einfluss von Mauersalzen, was unter anderem die Effizienz, Dauerhaftigkeit und Funktionsfähigkeit solcher Elektroden beeinflusst.
- Es kann bisher nicht zweifelsfrei ausgeschlossen werden, ob durch die angeregte Ionenwanderung nicht auch Calcium- und Silizium-Ionen zur Elektrode wandern und es so langfristig zu einer „Verdürrung des Mauermörtels“ kommt.[11]
- Bei Spannungen über ca. 1,9 V findet zwangsläufig Wasserelektrolyse statt, d. h., es entsteht Gas innerhalb des Mauerwerks.